# Stenobracon brevis
Stenobracon brevis är en stekelart som beskrevs av Chishti och Donald L.J. Quicke 1996. Stenobracon brevis ingår i släktet Stenobracon och familjen bracksteklar. Inga underarter finns listade i Catalogue of Life.